# بيل ستون
بيل ستون (بالإنجليزية: William H. "Bill" Stone)‏ هو سياسي أمريكي، ولد في 29 ديسمبر 1965 بممفيس في الولايات المتحدة. حزبياً، نشط في الحزب الديمقراطي. وقد انتخب عضو مجلس ولاية مسيسيبي.